# Arthur Gordon Webster
Arthur Gordon Webster, född den 28 november 1863 i Brookline, Massachusetts, död den 15 maj 1923 i Worcester, Massachusetts, var en amerikansk fysiker som räknas som American Physical Societys grundare.
Webster studerade matematik och fysik vid Harvard University och erhöll en BA 1885. Därefter fortsatte han till Berlin där han avlade doktorsexamen under Hermann von Helmholtz 1890 med avhandlingen Versuche über eine Methode zur Bestimmung des Verhältnisses der elektromagnetischen zur elektrostatischen Einheit der Elektricität och under denna tid studerade han även i Stockholm och Paris. 1890 återvände han till USA där han tillträdde en tjänst som docent i fysik vid Clark University i Worcester, avancerade till biträdande professor 1892 och till ordinarie professor 1900 (efterträdde då Albert A. Michelson som flyttade till Chicago).
Som fysiker sysselsatte Webster sig såväl med teoretisk som experimentell fysik, främst inom elektromagnetism och mekanik (särskilt akustik och helst rörande musikinstrument), och skrev därutöver ett antal läroböcker. Bland hans doktorander märks Robert Goddard och Solomon Lefschetz.